# Zilla (zoologia)
Zilla C. L. Koch, 1834 è un genere di ragni appartenente alla famiglia Araneidae.

## Distribuzione
Le cinque specie oggi note di questo genere sono state rinvenute in Europa ed Asia, ben 3 di esse sono endemiche della sola Cina.

## Tassonomia
A dicembre 2012, si compone di cinque specie ed una sottospecie:
- Zilla conica Yin, Wang & Zhang, 1987 - Cina
- Zilla crownia Yin, Xie & Bao, 1996 - Cina
- Zilla diodia (Walckenaer, 1802)[2] - dall'Europa all'Azerbaigian 
  - Zilla diodia embrikstrandi (Kolosváry, 1938) - Italia
- Zilla globosa Saha & Raychaudhuri, 2004 - India
- Zilla qinghaiensis Hu, 2001 - Cina

### Specie trasferite
- Zilla alpina Giebel, 1867; trasferita al genere Phylloneta Archer, 1950, appartenente alla famiglia Theridiidae.
- Zilla astridae (Strand, 1917); trasferita al genere Plebs Joseph & Framenau, 2012.

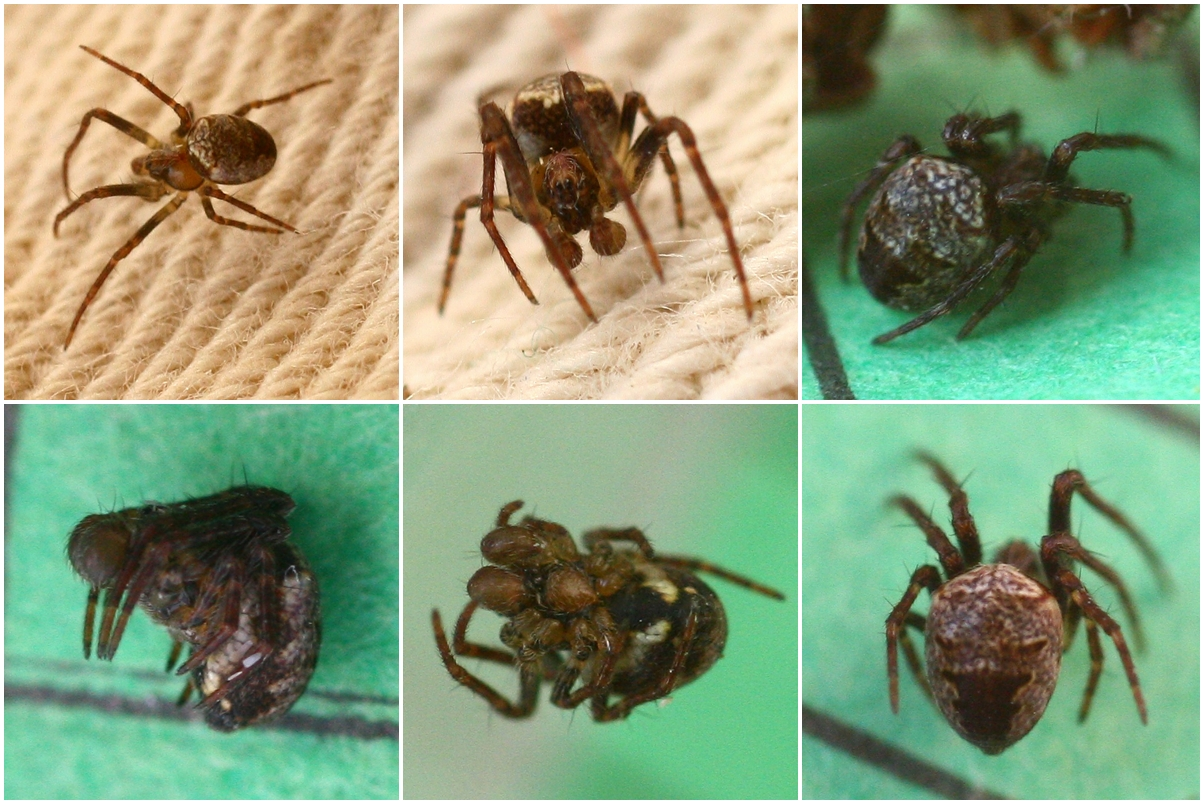
Zilla diodia, immagini

- Zilla aurea (Saito, 1934); trasferita al genere Plebs Joseph & Framenau, 2012.
- Zilla flavomaculata Yaginuma, 1955; trasferita al genere Plebs Joseph & Framenau, 2012.
- Zilla plumiopedella Yin, Wang & Zhang, 1987; trasferita al genere Plebs Joseph & Framenau, 2012.
- Zilla poecila Zhu & Wang, 1994; trasferita al genere Plebs Joseph & Framenau, 2012.
- Zilla sachalinensis (Saito, 1934); trasferita al genere Plebs Joseph & Framenau, 2012.
- Zilla spillmanni (Lessert, 1933); trasferita al genere Prasonica Simon, 1895.
- Zilla tokachiana (Saito, 1934); trasferita al genere Plebs Joseph & Framenau, 2012.